# Philippus de Monte
Philippus de Monte (Mechelen, 1521 - Praag, 4 juli 1603) was een Zuid-Nederlandse componist uit de renaissanceperiode die vooral bekend is om zijn madrigalen. Hij was actief over heel Europa. Hij was lid van de derde generatie madrigalisten en was de meest productieve madrigaalcomponist uit zijn tijd. Eigentijdse bronnen beschrijven hem als "de beste componist in het hele land, en dan vooral voor vernieuwende muziek en musica reservata". Zijn oeuvre wordt soms vergeleken met dat van Orlandus Lassus.

## Levensloop
Philippus de Monte werd geboren in Mechelen. Tijdens zijn jeugd kreeg hij muziekles aan de Sint-Romboutskathedraal, waar hij koorknaap was. Van 1542 tot 1554 verbleef hij in Napels als muziekleraar bij Cosimo Pinelli. Hij bouwde er al snel een goede reputatie op als componist, zanger en leerkracht. Daarna vertrok hij naar Rome om er te werken voor kardinaal Orsini. Hij verbleef rond begin 1555 in Engeland als zanger in het koor van Filips II van Spanje, waar hij in contact kwam met de familie Byrd.
Rond 1558 ging hij terug naar Italië. In 1568 werd hij ter opvolging van Jacobus Vaet kapelmeester in Wenen bij keizer Maximiliaan II. Na diens dood (1576) was hij in dienst bij diens opvolger, keizer Rudolf II. Hij werd kanunnik in Kamerijk, maar woonde daar niet. In 1583 trok hij naar Praag, waar hij stierf in 1603.

## Oeuvre
Monte was een zeer productief componist. Hij schreef 38 missen, motetten, 30 boeken met madrigalen, inclusief 1073 seculiere werken en 144 geestelijke liederen. Zijn motet Super flumina Babylonis is naar William Byrd gezonden, die daarop antwoordde met zijn Quomodo cantabimus uit 1584.
In de periode 1927-1939 is het oeuvre grotendeels herdrukt.
Zijn stijl varieert van een vroege, zeer experimentele stijl met veel chromatiek om zo tekst te benadrukken tot een latere stijl die veel eenvoudiger was en gebruikmaakte van korte motiefjes en homofone texturen. Hij gebruikte teksten van onder meer Francesco Petrarca, Pietro Bembo en Jacopo Sannazaro. Zijn composities werden doorheen heel Europa gedrukt en verspreid.
Hij had veel studenten, waaronder Gian Vincenzo Pinelli van Padua. Op die manier gaf hij zijn kunnen door aan de volgende generatie, die de vroege Barokmuziek zou ontwikkelen. Philippus de Monte's madrigalen worden vandaag nog steeds frequent uitgevoerd.

## Opnames
- Alexander Utendal & Philippus de Monte, Motets, Capilla Flamenca en Oltremontano, 2002 (Passacaille 937).
- Philippe de Monte: Missa Ultimi miei sospiri, and other sacred music, Cinquecento, 2008 (Hyperion CDA 67658).

- Bibsys: 99067182
- Bibliothèque nationale de France: cb13897643f (data)
- Biografisch Portaal: 43510786
- CiNii: DA11349956
- Gemeinsame Normdatei: 11858362X
- International Standard Name Identifier: 0000 0001 0911 0837
- Library of Congress Control Number: n82145596
- Nationale Bibliotheek van Letland: 000067037
- MusicBrainz: e313dea3-71d4-4d7f-97f4-e3a91ab8d7cb
- Nationale Bibliotheek van Tsjechië: jn20000604068
- Nationale bibliotheek van Australië: 35781773
- Nationale Bibliotheek van Israël: 987007273870805171
- Nationale Bibliotheek van Polen: a0000001966091
- Nederlandse Thesaurus van Auteursnamen: 068987714
- Istituto Centrale per il Catalogo Unico: SBLV122097
- LIBRIS: 207193
- SNAC: w6d22bj9
- Système universitaire de documentation: 077907280
- Trove: 1084698
- Virtual International Authority File: 66652493
- WorldCat: E39PBJf8qfm7wWQgGbH34XVHmd